# 李明生 (1963年)
李明生（1963年1月—），男性，汉族，籍贯河南南阳，生于甘肃兰州，1984年毕业于西北师范学院历史系，中共甘肃省委党校研究生学历，1984年6月加入中共，1984年7月参加工作。中华人民共和国政治人物。

## 简历
1984年7月，李明生进入嘉峪关市地方政府工作。1992年6月，进入甘肃省监察厅工作，历任省监察厅研究室主任科员、副处级纪检监察员、办公厅综合处处长、政策法规研究室主任；2007年4月，成为中共甘肃省纪委常委；2009年7月，任中共武威市委常委、组织部部长。2013年5月，任中共武威市委副书记；2016年5月，任武威市市长；2018年，转任甘肃省农牧厅副厅长，并保留正厅级待遇，甘肃省农业农村厅成立后，成为该厅副厅长。
2023年3月，不再担任甘肃省农业农村厅副厅长，退休。